# Saida torresi
Saida torresi är en kräftdjursart som först beskrevs av Brady 1880.  Saida torresi ingår i släktet Saida, ordningen Podocopida, klassen musselkräftor, fylumet leddjur och riket djur. Inga underarter finns listade i Catalogue of Life.